# Хювяринен, Антти
Антти Хювяринен (фин. Antti Hyvärinen; 21 июня 1932 — 13 января 2000) — финский прыгун с трамплина. Первый в истории олимпийский чемпион по прыжкам с трамплина не из Норвегии.

## Карьера
На международной арене Антти Хювяринен дебютировал в 1952 году на Олимпийских играх в Осло. Там он занимал третье место после первого прыжка, но не смог удержаться на призовом подиуме и после неудачной второй попытки занял только лишь седьмое место. 
В 1954 году стал чемпионом Финляндии, но на чемпионате мира в шведском Фалуне показал только девятый результат. Этот чемпионат оказался единственным в карьере финского летающего лыжника.
На Олимпиаде 1956 года в итальянской Кортине-д’Ампеццо финн был выбран знаменосцем своей сборной на открытии Игр. Как и на прошлых Играх Хювяринен был третьим после первого прыжка, но на этот раз во второй попытке он продемонстрировал лучший прыжок турнира, что принесло ему золотую медаль. На балла от Антти отстал его соотечественник Аулис Каллакорпи. Хювяринен стал первым прыгуном, прервавшим доминирование норвежцев на Олимпийских играх.
После Олимпийской победы финский прыгун не завершил карьеру и активно готовился к домашнему чемпионату мира, который должен был состояться в начале 1958 года в Лахти. Однако за несколько месяцев до того во время тренировки он сломал бедро и вынужден был завершить спортивную карьеру.
С 1960 по 1964 год был главным тренером прыжковой сборной Финляндии. 